# 曹穎甫
曹颖甫（1866年—1938年），名家达，字尹孚，号鹏南，晚署掘巢老人，江苏江阴人，医学家。
清光绪二十一年（1895年）举孝廉，邃文学又知医，尔后入南菁书院深造。时山长黄以周（元同）为晚清经学大师，尝于治经之余以考据训诊之法移治医经，对《伤寒论》研究造诣颇深。曹氏师承有自，于治伤寒学方面颇得黄氏师传，时常以仲景之方为人治病得心应手。主张以“研究经方作为学习中医的基础”'，学生尊之为近代经方大家。丁甘仁创办上海中医专门学校，延骋曹氏，于民国16年迁来上海设诊行医，兼主同仁辅元堂诊务和上海中医专门学校教务长。临证数十年，经验丰富，疗效卓著。大凡他医所谓不治之证，经其治疗者多愈。在技亲自开设讲座，教授《伤寒》、《金匮》，以其精深汉学报底，对文深义奥的仲景原旨讲解透彻，为学生所折服。学生数百人，章次公、严苍山、姜佐景等继其术。
曹颖甫与丁甘仁为莫逆交，常探讨医理，甚为相得。所著医书有《伤寒发微》、《金匮发微》、《经方实验录》、《曹颖甫医案》等，理论透彻周详而又切实用。曹氏还能书、善画、工文章。擅画梅，毕生风骨寓于画意，傲气凌然。八一三事变，曹避居故里，拒绝出任维持会会长，坚贞不屈而被日军杀害。又有说法是日军挑起侵略上海的“八一三”事变后，他携家属离沪返澄。1937年12月7日，日军在江阴城内肆虐，一妇女被迫逃往曹家达家。他闻声拄杖而出，痛斥日军暴行，被当场残害。
1. ↑  . 上海市地方志办公室. （原始内容存档于2017-02-27）.
2. ↑  江苏省地方志. . 江苏地情网. 2014-02-25. （原始内容存档于2018-05-09）.